# Запис Милића храст (Велики Поповић)
Запис Милића храст (Велики Поповић) се налази на парцели чији је власник Милић Братислав.

## Локација
| Општина             | Деспотовац                                                                  |
| Катастарска општина | Велики Поповић                                                              |
| Потес               | Велика ливада                                                               |
| Координате          | 44° 07′ 56″ С; 21° 22′ 22″ И / 44.132199999999997° С; 21.372699999999998° И |
| Надморска висина    | 164m                                                                        |

## Карактеристике
Дендрометријске вредности утврђене на терену и сателитским снимцима:
| Стабло                     | Храст |
| Висина стабла              | m     |
| Обим дебла                 | m     |
| Пречник крошње             | 17m   |
| Пречник дебла              | m     |
| Висина дебла до прве гране | m     |

## База записа
Запис је у оквиру Викимедија пројекта "Запис - Свето дрво" заведен под редним бројем 0645.